# نیوبیگین، کرکبی تورن
نیوبیگین (به انگلیسی: Newbiggin) یک روستا و محله مدنی در بریتانیا است که در منطقه ادن واقع شده‌است. نیوبیگین ۹۶ نفر جمعیت دارد.